# الدوري الأمريكي لكرة السلة للمحترفين 1959–60
الدوري الأمريكي لكرة السلة للمحترفين 1959–60 (بالإنجليزية: 1959–60 NBA season)‏ هو موسم من الرابطة الوطنية لكرة السلة. أقيم خلال الفترة 17 أكتوبر 1959 وحتى 9 أبريل 1960، وأشرف على تنظيمه الرابطة الوطنية لكرة السلة، وفاز فيه بوسطن سيلتكس.